# 林塾
林塾（1466年—？），字從學，福建興化府莆田縣人，軍籍，明朝政治人物。

## 生平
弘治十四年（1501年）辛酉科福建鄉試第十七名舉人。弘治十五年（1502年）中式壬戌科會試第二百四十八名，三甲第一百七十八名進士。正德十二年（1517年）二月由南京吏部署郎中升浙江布政司右參議。

## 家族
曾祖林洪，州同知；祖父林潛夫；父林彌宣，訓導。母洪氏；繼母游氏。具庆下。兄林堪，太僕寺丞；林垠。侄子林富，同科进士。